# Kieźmino (rejon surski)
Kieźmino (ros. Кезьмино) – wieś (sieło) w Rosji, w obwodzie uljanowskim, w rejonie surskim. W 2010 liczyła 215 mieszkańców.